# Игра на карти (филм, 1895)
„Игра на карти“ (на френски: Partie de cartes) е френски късометражен документален ням филм от 1895 година на режисьора Луи Люмиер с участието на Антоан Феро, Антоан Люмиер, Фелисиен Треве и Алфонс Винклер.

## Сюжет
Трима възрастни мъже с шапки на главите и пушещи цигари, седят около една маса. Двама от тях играят карти върху масата, докато третият седи и ги гледа. В разгара на играта се появява млад сервитьор, носещ поднос с бутилка вино и стъклени чаши. Тогава мъжете, седящи на масата решават да отпият от питиетата си, а сервитьорът наблюдава играта им.

## В ролите
- Антоан Феро като сервитьора
- Антоан Люмиер като мъжът, играещ карти отляво на масата
- Фелисиен Треве като мъжът, играещ карти отдясно на масата
- Алфонс Винклер като мъжът, който наблюдава играта

## Продукция
Снимките на филма протичат в имението „Вила дю Клос дьо Плаже“ в Ла Сиота, родния град на братята Люмиер. Първоначално заснет като черно-бял филм, впоследствие е бил ръчно оцветен.